# Cyligramma joa
Cyligramma joa es una especie de polilla del género Cyligramma, familia Noctuidae, orden Lepidoptera. Fue descrita por Jean Baptiste Boisduval en 1833.
Se ha encontrado a más de 1000 m de altura en Lakato Forest y Behenji, Madagascar.

## Distribución
Se distribuye por África: Madagascar, Malaui y Sudáfrica.